# Riu Potaro
El riu Potaro és un riu de Guyana que flueix des de la zona del mont Ayanganna de la serralada de Pacaraima durant uns 225 km abans de desembocar al riu Essequibo.
Al riu Potaro es troben nou cascades, les més destacades són les conegudes cascades Kaieteur i les cascades Tumatumari. Més avall de les cascades Kaieteur es troben les cascades Amatuk i les cascades Waratuk.
El mineral potarita rep el seu nom perquè va ser trobat en aquest riu per primera vegada.